# 200 ساوث بارك
"200" هي الحلقة الخامسة من الموسم الرابع عشر من مسلسل الرسوم المتحركة الأمريكي ساوث بارك، والحلقة الـ 200 الإجمالية من المسلسل. تم بثه في الأصل على قناة كوميدي سنترال في الولايات المتحدة في 14 أبريل 2010. في الحلقة يعتزم توم كروز وجميع المشاهير الآخرين الذين تعرضوا للإهانة من قبل سكان ساوث بارك في الماضي رفع دعوى جماعية ضد البلدة، لكن كروز يتعهد بإسقاط الشكوى إذا تمكنت المدينة من إقناع النبي محمد بمقابلته.
ومن الجدير بالذكر ان الحلقة اظهرت الكثير من الانبياء على انهم ابطال خارقين مثل النبي المسيح ومؤسس البوذية بوذا وموسى وجوزيف سميث ولم تقم باظهار النبي محمد بل تم تغطية صورته رقابيا.
وكان صانعا البرنامج، الذي يقدم قصصا منفصلة في كل حلقة، قد أعلنا بمناسبة الحلقة رقم 200 عن تقديم حلقة مزدوجة يظهر فيها النبي محمد، حيث ظهر في الأولى النبي متنكرا، وفي الحلقة الثانية التي أذيعت الأربعاء (21 أبريل) كتب على الشاشة كلمات «النبي محمد» ثم يغطيها إشارة صوتية تليها كلمة «ممنوع رقابيا» تملأ الشاشة ولم يتم اظهار النبي في الحلقة ابداً.
تضمنت الحلقة 200 العديد من المشاهير:

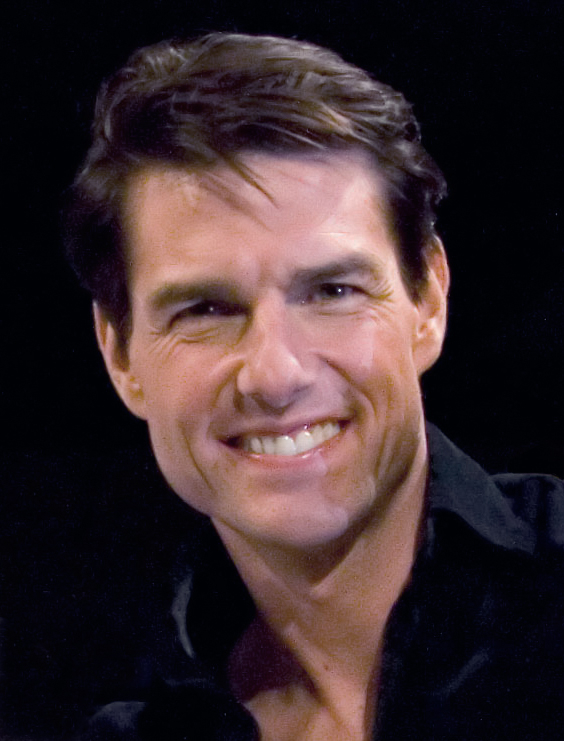
معظم الحلقة تسخر من الممثل توم كروز

- البابا بنديكتوس السادس عشر
- الممثل بن أفليك معظم الحلقة تسخر من الممثل توم كروز

صور الانبياء كما ظهروا في الحلقة

- المخرج مايكل بأي
- زعيم القاعدة أسامة بن لادن
- الساحر ديفيد بلين
- المنشد بونو
- الشاعر والمغني جيمي بوفيت
- سياسي هيلاري كلينتون
- جوني كوكران
- الممثل الكوميدي بيل كوسبي
- الممثل مايكل دوغلاس
- الممثل ميل غيبسون
- الممثلة سارة جيسيكا باركر
- تايجر وودز

## روابط خارجية
- 200 ساوث بارك على موقع IMDb (الإنجليزية)
- 200 ساوث بارك على موقع ميتاكريتيك (الإنجليزية)
- 200 ساوث بارك على موقع روتن توميتوز (الإنجليزية)
- 200 ساوث بارك على موقع أول موفي (الإنجليزية)